# Hydromantes
Hydromantes – rodzaj płazów ogoniastych z podrodziny Plethodontinae w obrębie rodziny bezpłucnikowatych (Plethodontidae).

## Zasięg występowania
Rodzaj obejmuje gatunki występujące w północnej Kalifornii w Stanach Zjednoczonych.

## Systematyka

### Etymologia
- Hydromantes: gr. ὑδρο- hudro- „wodny-”, od ὑδωρ hudōr, ὑδατος hudatos „woda”[5]; μαντις mantis, μαντεως manteōs „wieszcz, prorok”[6].
- Hydromantoides: rodzaj Hydromantes Gistel, 1848; -οιδης -oidēs „przypominający”[7]. Gatunek typowy: Spelerpes platycephalus Camp, 1916.

### Podział systematyczny
Do rodzaju należą następujące gatunki:
- Hydromantes brunus Gorman, 1954
- Hydromantes platycephalus (Camp, 1916) – pieczarnik granitowy[8]
- Hydromantes samweli Bingham, Papenfuss, Lindstrand & Wake, 2018
- Hydromantes shastae Gorman & Camp, 1953
- Hydromantes wintu Bingham, Papenfuss, Lindstrand & Wake, 2018